# Катавісса Тауншип (округ Колумбія, Пенсільванія)
Катавісса Тауншип (англ. Catawissa Township) — селище (англ. township) в США, в окрузі Колумбія штату Пенсільванія. Населення — 902 особи (2020).

## Демографія
Згідно з переписом 2010 року, у селищі мешкали 932 особи в 382 домогосподарствах у складі 287 родин. Було 425 помешкань
Расовий склад населення:
| - 98,4 % — білих - 0,9 % — азіатів - 0,1 % — чорних або афроамериканців |

До двох чи більше рас належало 0,5 %. Частка іспаномовних становила 0,2 % від усіх жителів.
За віковим діапазоном населення розподілялося таким чином: 18,7 % — особи молодші 18 років, 63,1 % — особи у віці 18—64 років, 18,2 % — особи у віці 65 років та старші. Медіана віку мешканця становила 48,4 року. На 100 осіб жіночої статі у селищі припадало 92,2 чоловіків;  на 100 жінок у віці від 18 років та старших — 94,4 чоловіків також старших 18 років.
Середній дохід на одне домашнє господарство  становив 71 356 доларів США (медіана — 57 857), а середній дохід на одну сім'ю — 81 987 доларів (медіана — 76 667). Медіана доходів становила 51 000 доларів для чоловіків та 36 544 долари для жінок. За межею бідності перебувало 4,9 % осіб, у тому числі 5,2 % дітей у віці до 18 років та 6,3 % осіб у віці 65 років та старших.
Цивільне працевлаштоване населення становило 478 осіб. Основні галузі зайнятості: освіта, охорона здоров'я та соціальна допомога — 37,7 %, виробництво — 14,2 %, роздрібна торгівля — 10,9 %.